# Leopoldamys diwangkarai
Leopoldamys diwangkarai är en gnagare i familjen råttdjur som förekommer i Sydostasien. Artepitet diwangkarai i det vetenskapliga namnet kommer från språket sanskrit och betyder sol.
Ovansidans hår består av grå underull och av bruna täckhår som ofta har en röd skugga. Pälsen är längre och mjukare än hos Leopoldamys sabanus. Det finns en tydlig gräns mot den vita eller krämfärgade undersidan. Även svansen är uppdelat i en mörk ovansida och en vit undersida. På ovansidan av fram- och baktassar förekommer en mörk till svartaktig strimma. Exemplaret som representerar arten (holotypen) har en kroppslängd (huvud och bål) av 19,8 cm och en svanslängd av 30,0 cm. Bakfötterna är 4,3 cm långa och öronen är 2,1 cm stora. Allmänt är arten mindre jämförd med andra släktmedlemmar.
Arten har tre från varandra skilda populationer på södra Borneo och Java i Indonesien. Regionerna ligger 400 till 1400 meter över havet. Habitatet utgörs av ursprungliga skogar. Två av artens utbredningsområden ligger i nationalparker.
Inget är känt om levnadssättet. IUCN listar arten med kunskapsbrist (DD).